# Olszanica (Kraków)
Olszanica – obszar Krakowa wchodzący w skład Dzielnicy VII Zwierzyniec. Dawna podkrakowska wieś, która 1 stycznia 1973 roku została przyłączona do Krakowa. 
Jest to osiedle domków jednorodzinnych. Znajdują się tu dwie szkoły podstawowe: Publiczna Szkoła Podstawowa Sióstr Pijarek oraz prywatna. Funkcjonuje tu stadnina koni. W Olszanicy jest także Dom Rekolekcyjny oraz Fundacja Kapucyni i Misje, znajdujące się przy kościele rzymskokatolickim Matki Boskiej Częstochowskiej, oraz cmentarz parafialny. W pobliżu przepływa Potok Olszanicki. Mieści się tu także Fort pomocniczy piechoty 39 „Olszanica”, który powstał w latach 1884–1885 jako część Twierdzy Kraków. 
W Olszanicy w trakcie badań archeologicznych odsłonięto pozostałości dużej osady kultury ceramiki sznurowej datowanej na 4500–3800 lat p.n.e., w tym 19 budynków, a także ceramikę i narzędzia kamienne, m.in. z obsydianu.